# 楢葉町総合運動場野球場
楢葉町総合運動場野球場（ならはまちそうごううんどうじょうやきゅうじょう）は、福島県双葉郡楢葉町の楢葉町総合運動公園内にある野球場。施設は楢葉町が所有している。ネーミングライツによる愛称は、ポニーリーグ NARAHA STADIUM。

## 概要・沿革

### 東日本大震災後
2011年の東日本大震災に伴う福島第一原発事故による放射性物質の拡散の影響で、楢葉町は総合運動場を含む可住域すべてが警戒区域に指定され、総合運動場はその後の除染作業において廃棄物の現場保管場として使用された。その後楢葉町は避難指示解除準備区域指定後の2013年4月に総合運動公園の被災調査を実施、2014年3月に実施設計を完了する。電光掲示板を含む改修工事が2016年度より着手され、2017年に完成した。
改修工事に先立って楢葉町は命名権者を公募し、2016年4月にいわき市の建設業者である相双リテックと年間360万円で契約を結び、「SOSO.Rならはスタジアム」の愛称が付けられた。契約は1年間とされていたが、2017年度以降も継続している（1年毎の更新）。
2023年5月からは新たに日本ポニーベースボール協会が命名権契約を結び、「ポニーリーグ NARAHA STADIUM」の愛称が付けられた。

## プロ野球公式戦開催実績
過去にNPB2軍の公式戦が以下の通り開催されている。
- 1992年8月3日：広島東洋カープ 8-13 阪神タイガース 勝 高村洋介 敗 秋村謙宏
- 2018年8月4日：東京ヤクルトスワローズ 0-7 読売ジャイアンツ 勝 桜井俊貴 敗 館山昌平[7] 観衆：956人
- 2018年8月5日：東京ヤクルトスワローズ 7-1 読売ジャイアンツ 勝 古野正人 敗 鍬原拓也[8] 観衆：1,012人

また、2018年からはベースボール・チャレンジ・リーグに所属する福島レッドホープス（2018年は「福島ホープス」）が公式戦を開催している。最初の試合は6月23日に後期開幕戦として実施された対福井ミラクルエレファンツ戦であった。球団からは2017年2月に楢葉町に対し、改修工事完成後の実施を申し入れていた。しかし、2022年以降は当初より開催予定が組まれていない。

## 施設
- 両翼：100 m、中堅：122 m
- 内野：土、外野：天然芝
- 収容人員：5,000人
- スタンド：内野：固定席、外野：芝生席

## 交通
- JR東日本常磐線竜田駅より徒歩20分
  - プロ野球等開催時は竜田駅より臨時シャトルバス運行あり
- 常磐自動車道・常磐富岡インターチェンジ・広野インターチェンジより約15分
  - ならはスマートインターチェンジ（ETC専用）より約2分